# Траулеры проекта КМТ02
КМТ02 — серия российских больших морозильных траулеров. Строится с 2018 года на Выборгском судостроительном заводе.

## Описание проекта
Проект разработан Морским Инженерным Бюро на основе проекта ST-116XL норвежской компании Skipsteknisk. Назначение — траловый промысел донных пород рыб, производство в море продукции: обезглавленная и потрошеная рыба, филе, печень трески, рыбная мука и рыбий жир.

## Суда проекта
| Название      | Верфь, строительный номер              | Заложен    | Спущен на воду | Достроен |
| ------------- | -------------------------------------- | ---------- | -------------- | -------- |
| Норд Пилигрим | Выборгский судостроительный завод, 939 | 26.01.2018 | 03.09.2019     | -        |
| Юрий Маточкин | Выборгский судостроительный завод, 950 | 01.11.2018 | 19.06.2020     | -        |